# Pierre Goutas
Pierre Goutas (29. Januar 1922 – 29. Juni 2002) war ein französischer Regisseur und Schauspieler.

## Leben
Pierre Goutas studierte Schauspiel am renommierten Cours Simon, wo er Jean-Claude Deret kennenlernte. Letzterer bot ihm mehrere Rollen im Theater an.
Er spielte 1948 in André Barsacqs Gogol-Inszenierung von Der Revisor und 1950 am Théâtre Edouard VII in Raymond Rouleaus Inszenierung von Endstation Sehnsucht den Stanley Kowalski an der Seite von Madeleine Robinson als Blanche.
Im Kino spielte er in den fünfziger Jahren in zehn Filmen. So ist er in Christian-Jaques TKX antwortet nicht der Yann und in Ralph Habibs Dem Sumpf entronnen (1957) der Gringalet. Pierre Goutas bleibt auf dieselbe, oft zweitrangige Rolle des "frechen Schurken" beschränkt.
Er begann, im Theater und im Fernsehen Regie zu führen. Das französische Fernsehen steckt noch in den Kinderschuhen, als er 39 Folgen der Serie Ciné-Policier (1959) inszenierte.
Pierre Goutas wurde 1963 dank der Serie Thierry la Fronde, für die sein Freund Jean-Claude Deret die Drehbücher schrieb und für die er 26 Folgen inszenierte, ein anerkannter Fernsehregisseur. Es folgten Episoden für Allô Police (1967–1970) und später die alleinige Regie für die Serie Mon ami Gaylord (1979).
Goutas drehte auch Spielfilme: In Alle lieben Mami Rose (1976) rettet eine Au-pair-Oma (Gisèle Casadesus) die Ehe eines Paares (Claude Jade, Claude Giraud) mit verhaltensgestörtem Sohn. In La mort en sautoir (1980) setzt sich eine resolute Dame (Danielle Darrieux) gegen einen Schurken (Bruno Pradal) durch.
Seine letzte Serie blieb 1992 Port Breac'h, in der neben Robert Benoît der junge Jocelyn Quivrin spielt.